# مذابح ضد الفلسطينيين
مذابح ضد الفلسطينيين هي مجموعة من المذابح وأعمال التصفية التي نُفذت ضد الشعب الفلسطيني في القرن العشرين والممتدة حتى القرن الحادي والعشرين.

## أبرز المذابح التي ارتكبت بحق الفلسطينيين
- مذبحة بلدة الشيخ 1947
- مذبحة دير ياسين 1948
- مذبحة قرية أبو شوشة 1948
- مذبحة الطنطورة 1948
- مذبحة قبية 1953
- مذبحة قلقيلية 1956
- مذبحة كفر قاسم 1956
- مذبحة خان يونس 1956
- مذبحة تل الزعتر 1976
- مذبحة صبرا وشاتيلا 1982
- مذبحة المسجد الأقصى 1990
- مذبحة الحرم الإبراهيمي 1994
- مذبحة مخيم جنين 2002[1]

## تنفيذها
نُفذت هذه المذابح في مناطق فلسطين 48 والضفة الغربية وقطاع غزة.

## المنفذون
نُفذت هذه المذابح على أيدي العديد من الجهات المختلفة مثل:
1. الهاجاناه
2. منظمة شتيرن
3. الإرجون
4. الجيش الإسرائيلي
5. جيش الاحتلال الإسرائيلي في مناطق الضفة الغربية وقطاع غزة

## علاقتها بالتطهير العرقي لفلسطين
تُربط هذه الأحداث من قبل بعض الباحثين وبالأخص العرب أو التاريخيين الجدد الإسرائيليين بعملية التطهير العرقي في فلسطين والذي ينفذه اليهود ممثلين إما بدولة إسرائيل أو الحركة الصهيونية أو المنظمات العسكرية التابعة للحركة الصهيونية أو حتى المنشقة عنها لإفراغ فلسطين من أهلها وإجبارهم على ترك وطنهم.

## وصلات خارجية
- المذابح الإسرائيلية في فلسطين، ملفات خاصة 2002، الجزيرة نت
- المجازر الإسرائيلية، مركز المعلومات الوطني الفلسطيني